# Mustafa an-Nahhas Pascha

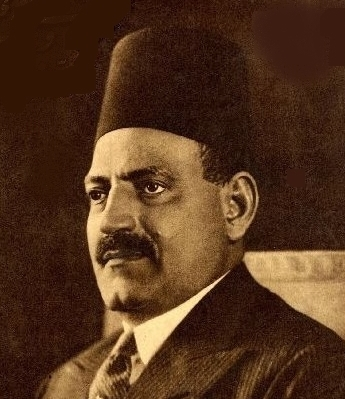
Mustafa Nahhas

Mustafa an-Nahhas Pascha (arabisch مصطفى النحاس باشا, DMG Muṣṭafā an-Naḥḥās Paša; * 15. Juni 1879 in Samanud, Al-Gharbiyya; † 23. August 1965 in Alexandria), ägyptisch-Arabisch Mostafa El Nahas, war ein ägyptischer Politiker.

## Leben

### Erziehung, Aktivitäten und Exil
Mustafa an-Nahhas Pascha wurde in Samanud als Sohn eines Kaufmanns geboren. 1896 machte er seinen Schulabschluss. 1900 erhielt er nach dem Jura-Studium seine Zulassung als Anwalt.
1904 wurde er Richter. Nachdem er sich der Wafd-Partei angeschlossen hatte, entließ man ihn aus dem Richteramt. Er verbrachte die Jahre 1921 bis 1923 gemeinsam mit seinem politischen Weggefährten Saad Zaghlul Pascha im Exil auf den Seychellen.

### Weiterer politischer Werdegang
Zurück in Ägypten wurde er 1924 Erziehungsminister. Er setzte sich innerhalb der Wafd-Partei als Vorsitzender durch und wurde ägyptischer Premierminister. Dieses Amt hat er 1928, 1930, zwischen 1936 und 1937 inne. Als Folge der Staatskrise 1942 wurde er auf Druck des britischen Botschafters Miles Lampson, der für ihn Panzer auffahren ließ, von 1942 bis 1944 erneut Premierminister. Dieses Amt hatte er schließlich zwischen 1950 und 1952 erneut inne.
Während des arabischen Aufstandes gründete er ein Komitee, das die Rechte der Araber in Palästina stärken sollte. Er war 1936 einer der Unterzeichner des Anglo-Ägyptischen Vertrages, welcher die Präsenz der Briten in Ägypten sicherte. Er war 1944 einer der Mitbegründer der Arabischen Liga, jedoch verhinderte er die Ernennung von Musa Alami als palästinensischen Vertreter in dieser Organisation. 1951 distanzierte er sich vom Anglo-Ägyptischer Vertrag. Nach dem Staatsstreich durch Nasser 1952 wurde er inhaftiert. Er und seine Frau verbrachten die Jahre 1953 und 1954 in Haft.
Nahhas Pascha starb am 23. August 1965. Seine Beerdigung führte zu einer Massendemonstration, die von der Regierung Nasser zwar geduldet, aber nicht gern gesehen wurde.